# Esperanza Romero Larrañaga
Esperanza Romero y Cabrero (Madrid, 8 de octubre de 1844 - Suances, 3 de septiembre de 1922), más conocida como Esperanza Romero y Larrañaga, fue una pintora española.
Nacida en Madrid el 8 de octubre de 1844, hija del poeta Gregorio Romero de Larrañaga y de María del Rosario Cabrero. Discípula del pintor e ilustrador Bernardo Blanco, firmó sus obras como Esperanza Romero y Larrañaga. Presentó la obra Estudio del natural en la Exposición Nacional de Bellas Artes celebrada en Madrid en 1876, y Las primeras flores en el mismo certamen de 1881, cuadros que fueron muy elogiados por la prensa de la época. En el ámbito personal, el 16 de mayo de 1877 se casó con el pintor sevillano Manuel García «Hispaleto», con quien tuvo dos hijos, Antonio y Manuel, y una hija, Rosario, que murió en la infancia. Falleció en Suances, Cantabria, el 3 de septiembre de 1922.